# Gardenia (schip, 1978)
De Gardenia was een vrachtferry varend voor Transeuropa Ferries, die eigenaar en exploitant van het schip was. Thans is het schip omgedoopt tot Star Fighter.

## Geschiedenis
De Gardenia werd in 1978 gebouwd voor Townsend Thoresen als European Enterprise. Townsend Thorensen werd onderdeel van P&O Ferries in 1987 en in datzelfde jaar werd het schip omgedoopt tot European Endeavour. In 1996 droeg P&O European Ferries het schip over aan P&O European Ferries Irish Sea.
In juli 2002 werd de European Endeavour, die op dat ogenblik opgelegd lag in Duinkerken, verkocht aan Transeuropa Ferries. Na een verbouwing maakte het tot Gardenia herdoopte schip zijn eerste reis op 1 januari 2003 op de vrachtlijndienst tussen Oostende en Ramsgate.
De Gardenia vaarde tot 2013 op Ramsgate, waarna het samen met de Larkspur in Oostende aan de ketting ging als gevolg van het faillissement van Transeuropa Ferries in april 2013. Eind 2013 werd Oilchart de nieuwe eigenaar, waarna het schip tot Ardenia werd omgedoopt. Vanaf 2014 voer het schip onder de naam Star Fighter voor diverse rederijen. In 2016 werd het schip naar India overgebracht voor de sloop.